# Повіт Мінамі-Кома
Пові́т Міна́мі-Кома́ (яп. 南巨摩郡, みなみこまぐん, МФА: [mʲinamʲi koma guɴ]) — повіт в префектурі Яманасі, Японія.